# هديل عليان
هديل عليان هي مذيعة أخبار وصحفية فلسطينية في قناة الشرق للأخبار. هي ابنة الصحفي «حسين عليان» من مدينة غزة، ولدت في الدوحة، قطر. درست الأدب الإنجليزي في غزة، ثم بدأت عملها في تلفزيون فلسطين قبل الانتقال إلى مصر ومن ثم العربية وتعمل الآن كمذيعة في قناة الشرق للاخبار.

## سيرتها
ولدت هديل عليان في الدوحة في دولة قطر عام 1992. وحصلت على شهادة البكالوريوس في الأدب الإنجليزي من جامعة الأزهر في غزة، فلسطين. عملت مذيعةً تلفزيونية في رام الله في برنامج «غزة البداية». بعدها انتقلت للعيش في مصر وعملت هناك مراسلة إخبارية بعدها انتقلت للعمل في قناة العربية مذيعة إخبارية، وحاليا تعمل في القسم الإخباري التابع لبلومبرغ الشرق. لقبت عليان بألقات عديدة منها «سندريلا فلسطين» و«ليدي الشاشة العربية».

## الجوائز
- حصلت هديل عليان على جائزة أفضل إعلامية في الشرق الأوسط للعام 2021، في الأدرن، والتي أقيمتها المنتدى العالمي للتواصل الاجتماعي وبرعاية الأمير علي بن الحسين.[5]